# Дрейф (фильм, 2006)
«Дрейф» (англ. Open Water 2: Adrift, дословно — „Открытое море 2: Дрейф“; в Германии шёл под названием «Откры́тое мо́ре 2», в Великобритании и Австралии — «Дрейф») — немецкий фильм-триллер 2006 года режиссёра Ганса Хорна с американскими актёрами. Сиквел фильма 2003 года «Открытое море». Рейтинг MPAA — R за некоторое количество жестокости и грубой лексики. Фильм был снят летом 2005 года в водах близ Мальты. Пиар-кампания сообщала, что фильм основан на реальных событиях.
Теглайн: «Fatigue. Hypothermia. Death.» (Усталость, переохлаждение, смерть)
Российская премьера — 12 октября 2006 года. Премьера в Германии — 10 августа 2006 года. Премьера в США — 20 февраля 2007 года.
На агрегаторе рецензий Rotten Tomatoes рейтинг одобрения составляет 45 % на основе 11 рецензий со средней оценкой 4,4 из 10.

## Сюжет
Компания школьных друзей: Эми, её муж Джеймс (вместе с их маленькой дочерью Сарой), бывшая любовь Эми и «владелец яхты» — Дэн, его очередная подружка Мишель, а также их друзья Зак и Лорен, встречаются спустя годы, чтобы отметить 30-летие Зака. На новой яхте Дэна они начинают путешествие в Мехико.
В нескольких милях от берега Мишель предлагает остановиться и искупаться в море. Эми остаётся на борту со своей дочерью. Отец Эми умер во время их совместного купания и после этого у неё развилась аквафобия. Оставшийся также Дэн в порыве баловства, не слушая истерических криков Эми, берёт её на руки и прыгает за борт. И только когда все оказались в воде и накупались, они обнаружили, что забыли опустить трап.
На судне остался только младенец, а никто из взрослых не может попасть обратно на яхту, потому что её борта слишком высоки. Битва вокруг жизни и смерти разворачивается на море. Они делают многочисленные, но безуспешные попытки попасть на борт яхты:
- пробуют просто допрыгнуть до борта, отталкиваясь от воды;
- пытаются встать на надувную игрушку-дельфина, но она слишком скользкая и быстро сдувается;
- американский флаг, колышущийся на корме, оказывается непрочным и не удерживает вцепившегося в него Дэна;
- в свисающей куртке Зака звонит сотовый телефон, они стаскивают куртку в воду, но не успевают ничего передать и намокший телефон умолкает;
- пытаются подать сигнал проплывающим мимо яхтам, но их пассажиры не понимают бедственного положения купальщиков и просто машут им руками;
- связывают свою одежду и забрасывают на борт, но «верёвка» рвётся.

Однако при всём этом Дэн не разрешает товарищам сделать зарубки на борту ножом, так как боится повредить яхту — оказывается, он взял яхту самовольно у своего начальника, и выдавал себя за её владельца.
Несмотря на отсутствие акул и других отягчающих обстоятельств, сами участники трагедии создают себе сложности. Один за другим они погибают или уплывают с места событий:
- Мишель тонет от усталости.
- Зак, повздорив с истеричным Дэном, получает ножевую травму и умирает от потери крови.
- Джеймс, спасая тонущий нож, заплывает слишком глубоко и во время подъёма ударяется о дно яхты. Кровь из уха показывает, что он получил черепно-мозговую травму. К концу фильма он умирает.
- Лорен, не выдержав бездействия, уплывает в надежде достичь берега и позвать на помощь. Её дальнейшая судьба остаётся неизвестна.

Во время начавшегося шторма, Дэн, чувствуя себя виноватым за смерть товарищей, решает пробить борт яхты стеклом от очков для плавания. Дэн втыкает стекло в щель между бортом и откидным трапом, а сам держится за него рукой. Пользуясь рукой Дэна, как ступенькой, Эми наконец-то перебирается через борт. Когда она опускает трап, Дэн решает утопиться. Когда Эми это замечает, она преодолевает свою фобию и плывёт за ним.
В конце фильма показано рыбацкое судно, которое обнаруживает пустую яхту. На её палубе никого нет, и только слышится громкий плач маленькой Сары. После этого зрители видят стоящую на палубе Эми и лежащего перед ней без сознания Дэна, но подплывшего судна уже нет, и лишь звук его мотора слышится за кадром.

## В ролях
| Актёр             | Роль   |
| ----------------- | ------ |
| Сьюзен Мэй Пратт  | Эми    |
| Ричард Спейт-мл.  | Джеймс |
| Никлаус Ланге     | Зак    |
| Али Хиллис        | Лорен  |
| Кэмерон Ричардсон | Мишель |
| Эрик Дэйн         | Дэн    |